# غواردانابو
غواردانابو هي كعكة إسفنجية برتغالية محشوة تقليديًا بحلوى البيض ومرشوشة بالسكر. سُمّيت الكعكة نسبةً إلى شكلها الذي يشبه منديلًا مطويًا.
وتُعرف أيضًا بعجينة الأنسجة أو عجينة ورقية أو عجينة ناعمة.
تأتي الكعكة بنكهة الشوكولاتة، وبدلًا من حلوى البيض يمكن حشوها بالكستردة، الشوكولاتة، الغاندوجا، الأناناس، جوز الهند، أو التوت.
لتحضير الغواردانابو: تُخبز قطعة كبيرة ورقيقة من الكعك الإسفنجي، وتُوزع الحشوة على الكعك وتقطع إلى قطع مربعة. يتم تشكيل الكعكات عن طريق طي زاوية الكعكة إلى نصفين قطريًا.